# سردار أباد (أيل تيمور)
سردار أباد (بالفارسية: سردارآباد) هي قرية تقع في إيران في أذربيجان الغربية. يقدر عدد سكانها بـ 324 نسمة بحسب إحصاء 2016.